# San ena oneiro
San ena oneiro è il primo album discografico in studio della cantante cipriota Īvī Adamou, pubblicato nel 2011.
L'album è stato ripubblicato in tutta Europa dopo la partecipazione dell'artista all'Eurovision Song Contest 2012.

## Tracce
1. The Queen – 3:42 (Dimitris Stassos, Michaela Stenström)
2. Kano Mia Efhi (feat. Daddy Nek) (I make a wish) – 3:30 (Michalis "Meth" Kouinelis, Mageda)
3. Voltes St Asteria (Rides to the stars) – 3:57 (Giannis Hristodoulopoulos, Giannis Doxas)
4. Fige (Go away) – 3:16 (Nalle Ahlstedt, Vagia Kalantzi)
5. Kati Gia Na Piasto (Something to hold on to) – 3:35 (Vasilis Gavriilidis, Thanos Papanikolaou)
6. Krata Ta Matia Sou Klista (feat. Melisses) (Keep your eyes closed) – 3:40 (Melisses)
7. S' Agapo Ki As Mou Pire Kairo (I love you even though it took me a while) – 2:51 (Hristodoulopoulos, Giannis Doxas)
8. Astrapes (Lightnings) – 3:08 (Mikko Tamminen, Ahlstedt, Stenstrom, Faidon Samsidis)
9. Tis Agapis Ta Thimata (Love's victims) – 3:22 (Darren Hayes, Alan Nglish, Samsidis)
10. San Ena Oniro (feat. Giorgos Papadimitrakis) (Like a dream) – 3:13 (Robert Williams)

Tracce bonus dell'edizione deluxe
1. Call The Police – 3:01 (Lene Dissing, Jakob Glæsner, Tamminen)
2. La La Love – 3:02 (Alex Papaconstantinou, Bjorn Djupstrom, Alexandra Zakka, Viktor Svensson)
3. You Don't Belong Here – 3:01 (Niklas Jarl, Alexander Schold, Sharon Vaughn)
4. Fotia Vrohi (You Don't Belong Here) (Fire rain) – 3:01 (Jarl, Schold, Vaughn, Doxas)